# Бирка
Бирка е селище от Викингската епоха, съществувало между края на VIII и края на X век и наричано „първия шведски град“, въпреки че в Швеция има и по-стари населени места, приличащи на градове, например Юпокра в Сконе. Бирка е важен търговски център на остров Бьоркьо в езерото Меларен.
Най-ранният шведски закон Bjärköarätt, регламентиращ търговски взаимоотношения, вероятно произлиза от името на града. Днес Бирка е включен в Списъка на световното културно и природно наследство на ЮНЕСКО.

## История
По време на Викингската епоха Бирка е важен търговски център в кралството на свеите и бива считан за първия шведски град.  Първото писмено упоменаване на града е от 870 година, в книгата Vita sancti Ansgarii на архиепископ Римберт, описваща живота на предшественика му Ансгар. Ансгар посещава Бирка два пъти и записва името на града като Birca, което е латинизирана форма на Björkö. Сведения за острова и населението му се намират и в Дела на епископите от Хамбургската църква (лат. Gesta Hammaburgensis ecclesiae pontificum, ок. 1075 г.) от Адам фон Бремен, споменаващи Бирка наред с други градове в Балтика като принадлежащ на народа на свеите.
Не е известно кой крал решава да бъде създаден Бирка около 790 година и колко силна е властта му.  В разцвета си, градът има 700 – 1000 жители и в него най-напред търгуват търговци от арабските страни,  а след това и от южна и западна Европа. Местните търговци продават желязо, кожи, рогове и кехлибар и получават в замяна сребърни монети и редки луксозни стоки като коприна, стъкло и подправки.
През 829 година в града пристига християнският мисионер Ансгар и създава енория. През 832 година е построена и църква. . Два часовника за църквата са изпратени от игумена на немския град Фулда, но не е ясно дали са използвани някога. 
По неясни причини Бирка престава да съществува в края на X век, когато се заменя от Сигтуна в политически, религиозен, икономически и културен аспект.

## Археология
Традицията на изследванията на Бирка е дълготрайна. Най-ранните известни разкопки са от средата на XVII в., а
най-интензивни са водените от Йелмар Столпе през XIX в. Днес на Бьоркьо е разкрит некропол с 3000 гроба, който е един от най-големите на Скандинавския полуостров. Богатствата, намерени в някои от гробовете, показват, че градът е бил организиран на силно йерархичен принцип. Погребенията с трупополагане съдържат запазени вещи от облекло и снаряжение, вносни накити, стъклени и бронзови съдове, оръжия и др. находки, които говорят за хронологията и културата на викингската епоха. Археологическите останки от Бирка се състоят предимно от територията на самия укрепен град, днес покриваща 13 хектара и съдържаща до 2 м културни пластове. Площта на градската територия е наричана Черната земя поради голямото количество сажди и въглерод в почвата. Обградена е от полукръгъл насип от камък и пръст, който среща крайбрежната линия на север.